# 闇龍紀元：序章
《龙腾世纪：起源》是BioWare开发、艺电发行的一款角色扮演游戏，为龙腾世纪系列首作。游戏于2009年11月在Microsoft Windows、PlayStation 3及Xbox 360平台发售，同年12月推出Mac OS X版本。游戏背景设定在深陷内乱的虚构王国费罗登，玩家可为主角选择人类、精灵与矮人出身，并扮演战士、法师和盗贼三种职业。随着主角加入对抗邪恶势力“暗裔”的灰袍守护者组织，故事主线围绕消灭暗裔首领大恶魔以终结其入侵展开。
BioWare形容《龙腾世纪：起源》是一部世界观独特的“黑暗英雄奇幻”作品，为该公司前作《博德之门》和《无冬之夜》系列的精神续作。游戏灵感源自《指环王》及《冰与火之歌》，BioWare称其设定介于古典奇幻与浅度奇幻之间。游戏开发工作始于2002年，BioWare动用了超过144名配音演员，同时聘请伊南·祖尔为本作配乐，游戏的家用机版本则交由Edge of Reality负责移植。
《龙腾世纪：起源》一经发行即广受好评，游戏的故事剧情、背景设定、角色刻画、配乐及战斗系统均获盛赞，各平台版本在游戏评论网站Metacritic皆表现亮眼。游戏在全球售出超过320万份，后续可下载内容则售出100万份以上。游戏也收获众多奖项，多家游戏媒体评选其为2009年度游戏和最佳角色扮演游戏。本作自问世以来即被广泛视为史上最佳的角色扮演游戏之一。
BioWare在游戏发布后又陆续推出数个可下载内容，资料片《觉醒》则在2010年3月发售。系列续作《龙腾世纪II》和《龙腾世纪：审判》分别发行于2011年3月和2014年11月。BioWare早在本作发行前便计划推出游戏周边商品，包括续作、桌游、小说与漫画，意在将《龙腾世纪》打造为一个全新的系列。